# Алмазная сутра

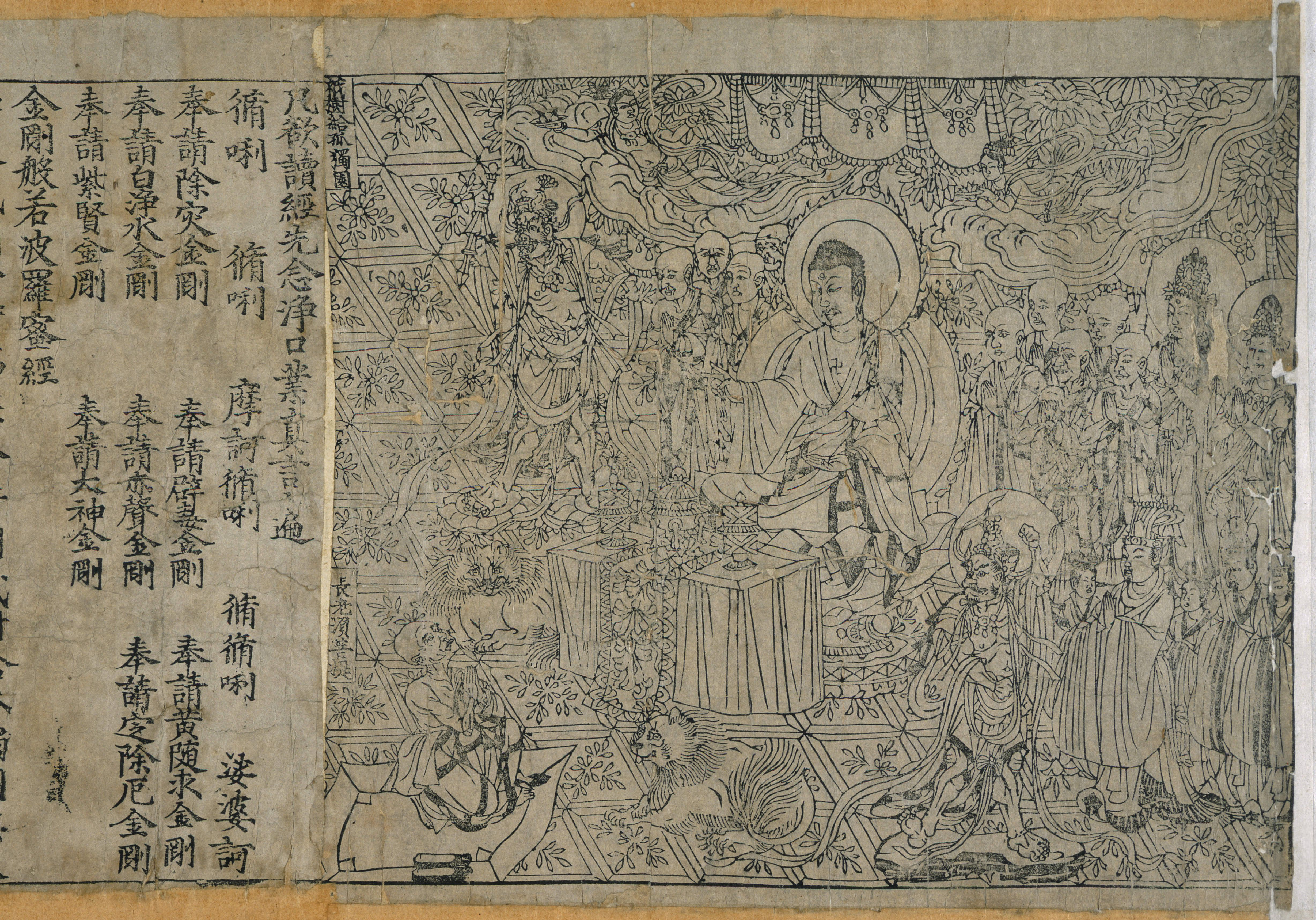
Алмазная сутра,
отпечатанная в мае 868 года,
(архив Британской библиотеки). Её особенностью является фронтиспис, на котором изображён Будда в окружении святых, бодхисаттв, летающих апсар и двух львов. Перед алтарём с ритуальной параферналией сидит монах Субхути, задающий Будде вопросы, из ответов на которые и состоит текст Алмазной сутры

Алмазная сутра, или Ваджраччхедика Праджняпарамита сутра (санскр. वज्रच्छेदिका प्रज्ञापारमितासूत्र, Vajracchedikā-prajñāpāramitā-sūtra, «Сутра о совершенной мудрости, рассекающей [тьму невежества], как удар молнии», кит. упр. 金剛[般若波罗蜜多]经, палл. Цзиньган [божэ поломидо] цзин) — сутра цикла «Праджняпарамиты», основополагающий текст буддизма махаяны, созданный приблизительно в III веке н. э., но не позднее середины IV века. Написана на санскрите. Существует шесть китайских переводов; перевод Кумарадживы является второй в мире печатной книгой (ксилография) и датируется 868 годом.

## История
Алмазная сутра (Ваджра-ччхедика праджня-парамита сутра) является основополагающим буддийским текстом раннего периода буддизма махаяны. Название «Алмазная сутра» (англ. The Diamond Sutra) было привито западными исследователями исходя из одного из значений слова «ваджра» (санскр. ‘молния’, ‘алмаз’), что плохо передаёт смысл её оригинального названия.
Сутра очень быстро обрела авторитет среди приверженцев махаяны. Уже во II—III веках она была известна, цитировалась и толковалась в работах, которые традиционно приписываются Нагарджуне, основателю махаянской ветви буддизма. В IV веке содержание сутры было переведено в плоскость буддийской догматики: Асанга, один из первых зачинателей йогачары, выразил его в семидесяти строфах (кариках), а его ученик, известный буддийский философ Васубандху, написал комментарий как к труду Асанги, так и к самой сутре.
Сутра была и до сих пор остаётся необычайно популярной в странах распространения махаяны. Об этом свидетельствуют многочисленные её переводы на разные языки, самый ранний из которых (на китайский язык) был выполнен Кумарадживой около 400 года н. э.
Популярность сутры объясняется тем, что, в соответствии с наставлениями буддистских учителей, текст не столько «изучался» последователями буддизма, сколько переживался ими в состоянии глубокого в него погружения, — считался удобным средством к достижению учениками «сознания будды».
Распространению сутры способствовало и одно из положений буддийского учения, согласно которому размножение священных текстов почиталось как важный фактор получения благословений, посильный вклад в своё спасение мирянином. В качестве одного из таких наиболее полезных для спасения текстов оказалась «Алмазная сутра», как не очень большая, но выражающая самую суть учения. Со временем сутра стала не только читаемой, но и весьма почитаемой, — у народов, исповедующих буддизм махаяны, сутра хранилась в доме на самом почётном, «священном», месте. В простонародье возникли и укрепились верования, что сутра «дарит благо и свет в любые времена», что место, где она находится, «является местом пребывания Будды или его достопочтенного ученика».
Известны старинные переводы сутры на китайский, тибетский, хотанский, согдийский, монгольский, уйгурский, маньчжурский и японский языки. С середины XIX века сутра неоднократно переводилась и на европейские языки, причём, первое издание в Европе её тибетского и немецкого переводов было осуществлено в 1837-м году Российской Императорской академией наук.
Первая легальная публикация «Алмазной сутры» в СССР относится к 1986 году, когда появился сборник «Психологические аспекты буддизма», включивший текст сутры в переводе Е. А. Торчинова. Доработанный и исправленный вариант этого перевода впоследствии увидел свет в журнале «Наука и религия» (1992, № 12). До 1986 года «Алмазная сутра» распространялась в самиздате, в анонимном переводе, который также был опубликован в «Науке и религии» (1991, №№ 8—12)
Действие сутры происходит вблизи города Шравасти, столицы царства Кошала (территория нынешнего индийского штата Уттар-Прадеш). Будда часто посещал эти места (согласно традиционным описаниям, содержащимся в буддийском каноне — не менее двадцати пяти раз). На опушке леса, когда-то принадлежавшего царевичу Джете, купец Анатхапиндада построил для Будды и его учеников обитель. Именно в этом месте произошла беседа Будды с известным буддийским монахом-подвижником Субхути, которая и составила содержание Алмазной сутры.

## Содержание (в трактовкеЕ. А. Торчинова)
В сутре описываются поведение, речь и образ мыслей Будды, которые стремятся постигнуть ставшие на путь бодхисаттв. Сутра представляет собой по преимуществу высказывания Будды Шакьямуни. Для обоснования основных положений в сутре используется характерное построение предложений («парадоксальная логика»): «то, о чём Будда проповедовал как о совершенстве мудрости, о том же Он поведал как о не-совершенстве, поэтому оно названо совершенством мудрости» (в сутре Будда часто говорит о себе в третьем лице). Эта своеобразная не формальная и не диалектическая логика подчеркивает условность названия и нежелательность смешения двух уровней понятия: уровня значения (обозначаемого, денотата) и уровня выражения (смысла, коннотата). Её основная цель — показать, что все описываемое не является реальностью, так как язык связан со знаками, а не с реальностью.

### Основные идеи сутры
1. Личность и её элементарные психофизические состояния (дхармы) не имеют собственной сущности.
2. Живые существа пребывают в нирване, и лишь невежество порождает иллюзию их пребывания в сансаре.
3. Будда — не человеческое существо, а истинная реальность как она есть (дхармакая, татхата).
4. Истинная реальность не имеет образа (самджня) и не может быть описана или представлена.
5. Только с помощью йогической интуиции можно постигнуть истинную реальность.

Сутра посвящена вопросам, относящимся к области психологии и гносеологии с определенным выходом в онтологию.
Наиболее известно четверостишие, в самом конце сутры повествующее о мимолетности (Анитья):

Как на сновидение, иллюзию,

Как на отражение и пузыри на воде,

Как на росу и молнию,

Так следует смотреть на все деятельные дхармы.
**********
«Прообразы» данного четверостишия — несмотря на «революционность» сутры по отношению к палийскому канону — содержались уже в палийских писаниях, таких как Дхаммапада или Сутта-нипата:
«Как на пустоту взирай ты на этот мир.
Разрушив обычное понимание себя, ты поборешь и смерть.
Владыка смерти не узрит того, кто так смотрит на мир.» — говорит Будда Сиддхартха Гаутама Шакьямуни в Сутта-нипате (строфа 1118).
**********

«Кто смотрит на мир, как смотрят на пузырь (на воде), как смотрят на мираж,
того не видит царь смерти.» (Дхаммапада, строфа 170)

## Вторая в мире печатная книга
Сутра является вторым (см. Пульгукса) подлинно датированным образцом ксилографии. Свиток длиной 4,8 м приобрёл археолог Марк Стейн во время экспедиции 1906 — 1908 гг. у монаха в пещерах Могао, близ Дуньхуана, где находилась огромная библиотека рукописей. В колофоне книги написано: «С благоговением сделано для всеобщего бесплатного распространения Ван Цзе по поручению его родителей в 15-м числе 4-й луны года Сяньтун (то есть 11 мая 868 г.)».

## Переводы на русский язык
- С санскрита:

Алмазная сутра – Доржди джодва. На старокалмыцком, калмыцком и русском языках. Пер. с санскрита на рус. В. П. Андросова. Элиста: Калмыцкое книжное изд-во, 1993.
Дорж Жодв. Алмазная сутра. Польза «Ваджраччхедика Праджня Парамита Сутры». На калмыцком и русском языках. Перевод с санскрита на русский язык «Алмазной сутры», примечания и послесловие В.П.Андросова. Элиста: ЦРО Калмыцкий Центральный Буддийский Монастырь «Геден Шеддуб Чой Корлинг», 2012 (с. 109–263).
- С тибетского:

Сутра Праджня-парамиты «Алмаз рассекающий» (Vajracchedikā-prajñāpāramitā-sūtra) // Тагпа Шедуб. Два комментария на сутры Праджня-парамиты. Пер. Андрея Донца. Улан-Удэ: БНЦ СО РАН, 2016.
Алмазная сутра, или Сутра о запредельной мудрости, рассекающей, как громовая стрела. Перевод О. Ф. Волковой, совместно с Л. Мяллем, 1965.
Благородная махаянская сутра о запредельной мудрости, именуемая «Ваджрным отсечением». Пер. на англ. гелонга Тхубтен Цхультрима (Джорджа Чуриноффа), пер. с анг. Майи Малыгиной // Сутры Махаяны. М.: Ганден Тендар Линг, Буки Веди, 2021. С. 246—277.
- С китайского:

Ваджраччхедика праджняпарамита-сутра \Алмазная Сутра\. Пер. Е. А. Торчинова. // Сб. «Психологические аспекты буддизма». Новосибирск, 1986. С. 34—45. 2-е изд. — Новосибирск: Наука, 1991.
Доработанный и исправленный вариант — в ж. «Наука и религия», 1992, № 12.